# Anton Willem Nieuwenhuis

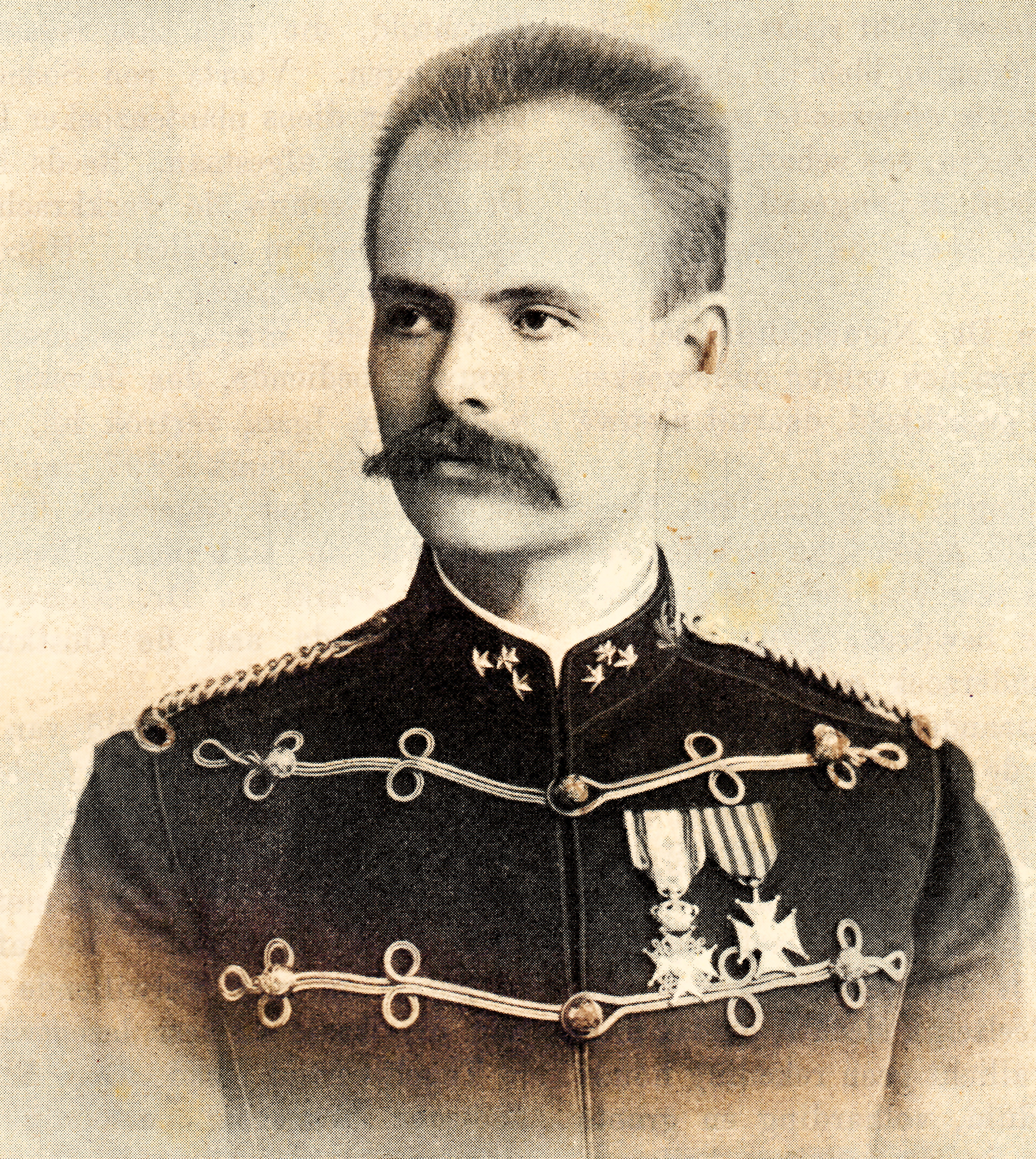
Anton Willem Nieuwenhuis

Anton Willem Nieuwenhuis (* 22. Mai 1864 in Papendrecht; † 21. September 1953 in Leiden) war ein niederländischer Ethnologe.

## Leben
Anton Willem war der Sohn des Arend Jan Nieuwenhuis (* 17. Mai 1837 in Deventer; † 5. Januar 1865 in Papendrecht) und der Johanna Schneider (* um 1840; † 8. Januar 1926 in Leiden). Er hatte die höhere Bürgerschule in Deventer besucht und immatrikulierte sich am 28. September 1883 an der Universität Leiden, um ein Studium der Medizin zu absolvieren. Am 15. November 1889 erwarb er das Arztdiplom und promovierte 1890 mit der Arbeit Über Haematoma Scroti an der Albert-Ludwigs-Universität Freiburg zum Doktor der Medizin. Danach trat er in das niederländische Militär ein, wurde am 5. Dezember 1889 zum Medizinoffizier 2. Klasse ernannt und ins indonesische Batavia versetzt.
Im Februar 1891 verlegte man ihn auf die Insel Borneo. Hier lernte er die Kultur und Struktur des Landes sowie die dort lebenden Menschen kennen. Zudem beteiligte er sich an Forschungsexpeditionen der Gesellschaft zur Förderung naturkundlicher Untersuchung der niederländischen Kolonien, unternahm medizinische und ethnologische Untersuchungen der verschiedenen Bevölkerungsgruppen der Dayak. Nach elfeinhalb Jahren kehrte er in die Niederlande zurück, wurde am 22. Mai 1898 zum Medizinoffizier 1. Klasse befördert und begann seine Erfahrungen literarisch niederzulegen.
Am 14. Januar 1904 wurde er zum Professor der Geschichte, Literatur, Antiquitäten, Institutionen, Bräuche und Traditionen der Völker des indischen Archipels berufen, welche Aufgabe er am 4. Mai 1904 mit der Einführungsrede De levensvoorwaarden onder volken op hoogen en op lagen trap van beschaving (deutsch: Die Lebensbedingungen niederer Völker auf hohem und niedrigen Niveau der Zivilisation) in Angriff nahm. Er wurde Vorsitzender der Vereinigung für tropische Medizin in Rotterdam-Leiden, Mitglied der niederländischen Anthropologischen Vereinigung und am 6. Juni 1902 korrespondierendes Mitglied der Königlich Niederländischen Akademie der Wissenschaften. Zudem erhielt er weitere Berufungen in die gelehrten Gesellschaften seiner Zeit.
Auch arbeitete er als Redakteur der wissenschaftlichen Fachzeitschriften Internationales Archiv für Ethnographie, Janus und Tropisch Nederland. Man ernannte ihn zum Ritter des Ordens vom niederländischen Löwen, und er wurde 1910 Ritter 1. Klasse des sächsischen Albrechts-Orden. 1919/20 war er Rektor der Leidener Hochschule, wozu er am 8. Februar 1920 die Rede De mensch in de werkelijkheid, zijn kenleer in den Heidenschen godsdienst (deutsch: Der Mensch in der Wirklichkeit, seine Erkenntnistheorie in der heidnischen Religion) hielt. Am 17. September 1934 wurde er als 70-Jähriger aus seiner Professur emeritiert, arbeitete aber noch weiter an ethnographischen Publikationen.

## Familie
Nieuwenhuis verheiratete sich am 4. Juni 1902 in Deventer mit der Wissenschaftlerin Baronesse Johanna Margarete Toni von Uexküll Güldenbandt (Gyllenband, Güldenband) (* 19. Januar 1873 in Kaunas/Litauen; † 4. Januar 1970), die Tochter des Barons und Generals Georg Reinhold Uexküll von Güldenbandt (* 20. Juni 1825; † 18. August 1890 in Riga) und dessen Frau Marie Boehtlingk (* 19. März 1830 in Riga; † 1881 ebd.). Aus der Ehe stammen vier Kinder. Von diesen kennt man:
- Geertruida Johanna Nieuwenhuis (* 10. Juni 1903 in Leiden)
- Arend Reinhold Nieuwenhuis (* 20. April 1905 in Leiden; † 6. Mai 1977) verh. mit F. G. D. Egthuizen
- Anton Alfred Jürgen Nieuwenhuis (* 6. September 1907 in Leiden) verh. mit M. G. von Mengersen
- Margarethe Sophie Elsbeth Nieuwenhuis (* Februar 1914 in Leiden) verh. mit Pieter Herfst († 21. März 1983 in Leiden)

## Werke (Auswahl)
- In Centraal Borneo. Leiden 1897–1900, 2 Bände (1. Band archive.org – 2. Band archive.org)
- Mededelingen over het vervolg der Commissiereis naar Centraal-Borneo en Algemeene Beschouwingen en Gevolgtrekkingen naar aanleiding van de Commissiereis naar Centraal-Borneo van Mei 1898 tot December 1900. Leiden 1902
- Anthropometrische Untersuchungen bei den Dajak.  Haarlem 1903
- Lokalisation und Symmetrie der parasitären Hautkrankheiten im indischen Archipel. Amsterdam 1904
- Quer durch Borneo: Ergebnisse seiner Reisen in den Jahren 1894, 1896-97 und 1898-1900 Leiden. 1904–1907, 2 Bände (1. Band archive.org – 2. Band archive.org).
- Groote Godsdiensten. Animisme, Spiritisme en Feticisme onder de volken van den Nederlandsch-Indischen Archipel. Baarn 1910.